# Dichrostigma adananum
Dichrostigma adananum är en halssländeart som först beskrevs av Willem Albarda 1891.
Dichrostigma adananum ingår i släktet Dichrostigma och familjen ormhalssländor. Inga underarter finns listade i Catalogue of Life.